# Копани (Казанковский район)
Копани (укр. Копані) — посёлок в Баштанском районе Николаевской области Украины.
Основано в 1750 году. Население по переписи 2001 года составляло 9 человек. Почтовый индекс — 56042. Телефонный код — 5164. Занимает площадь 0,187 км².

## Местный совет
56042, Николаевская обл., Казанковский р-н, с. Новолазаревка, ул. Мира, 8